# Péon (pied)
Pour les articles homonymes, voir Péon.
En poésie et spécialement dans la métrique antique, un péon est un pied tétrasyllabique, composé d'une syllabe longue et de trois brèves.

## Compositions
Il existe 4 arrangements possibles :
| nom du pied    | composition | composition              | exemples latins cités dans L'Encyclopédie (1751) |
| nom du pied    | schématique | explicite                | exemples latins cités dans L'Encyclopédie (1751) |
| -------------- | ----------- | ------------------------ | ------------------------------------------------ |
| péon premier   | — ∪ ∪ ∪     | longue-brève-brève-brève | colligere                                        |
| péon deuxième  | ∪ — ∪ ∪     | brève-longue-brève-brève | resolvere                                        |
| péon troisième | ∪ ∪ — ∪     | brève-brève-longue-brève | communicant                                      |
| péon quatrième | ∪ ∪ ∪ —     | brève-brève-brève-longue | temeritas                                        |

## Étymologie
Le nom du pied est lié aux chants Péan, eux-mêmes liés au dieu grec Péan (ou Péon).